# Slovenia la Concursul Muzical Eurovision
Slovenia a participat la Concursul Muzical Eurovision de 30 de ori de la debutul acesteia din anul 1993, unde a terminat pe locul 1 in etapa de calificare pentru finală "Kvalifikacija za Millstreet", etapă desfașurată chiar in Slovenia, aceasta a participat la toate concursurile pana in prezent, exceptand anii 1994 si 2000, datorită rezultatelor slabe din anii anteriori. Cel mai bun rezultat a fost obținut în 1995, de Darja Svajger cu piesa "Prisluhni mi" și în 2001, de Nusa Derenda cu piesa "Energy".

## Participări

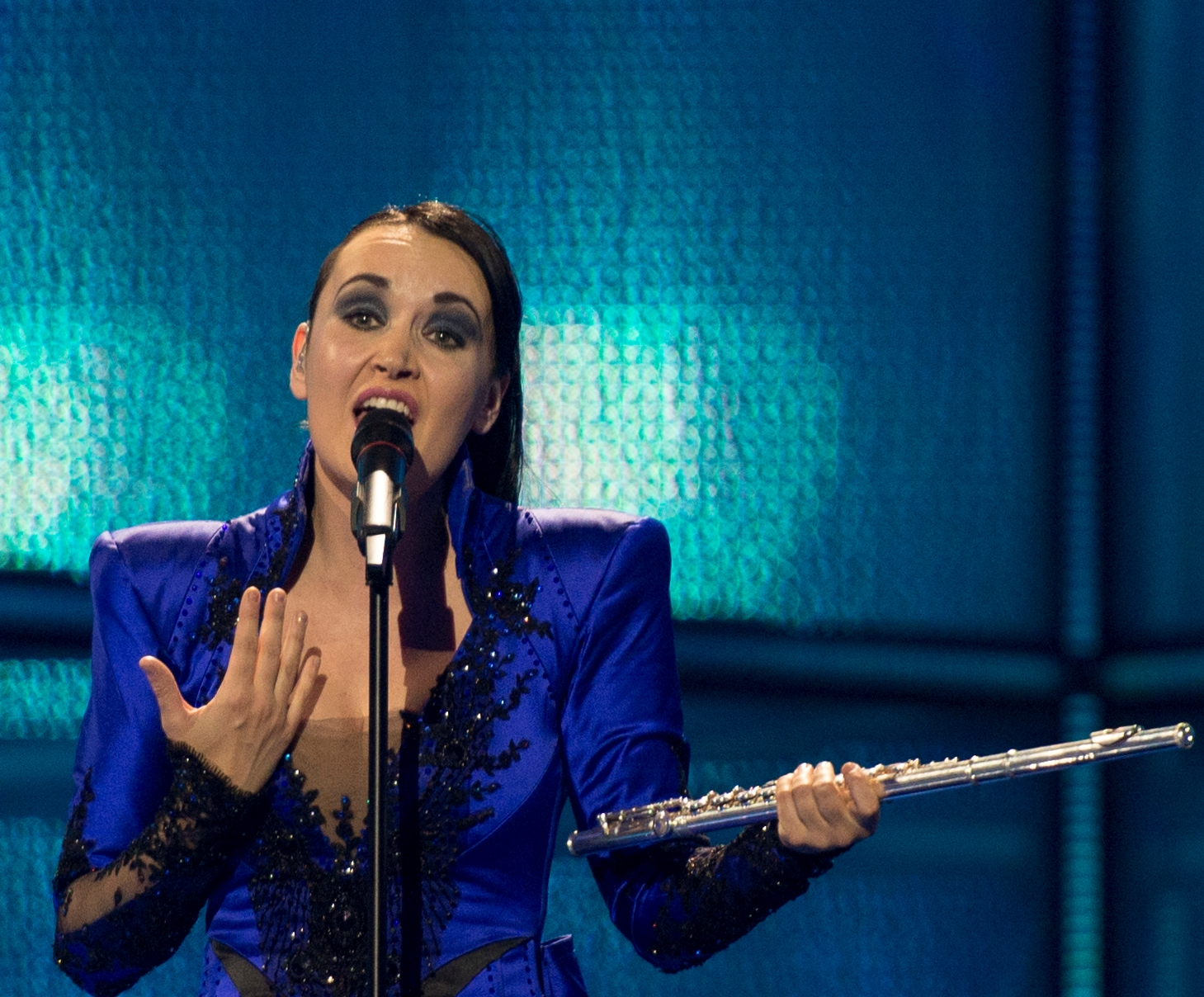
Tinkara Kovač In Copenhaga (2014)

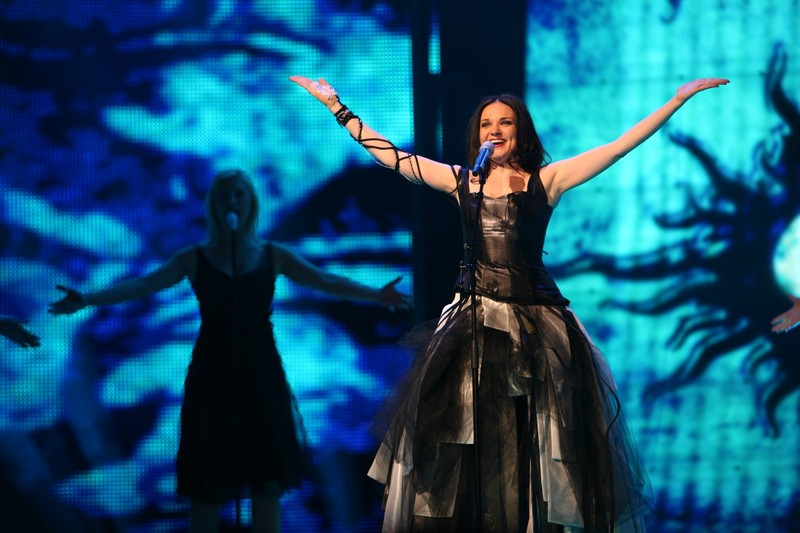
Alenka Gotar în Helsinki (2007)

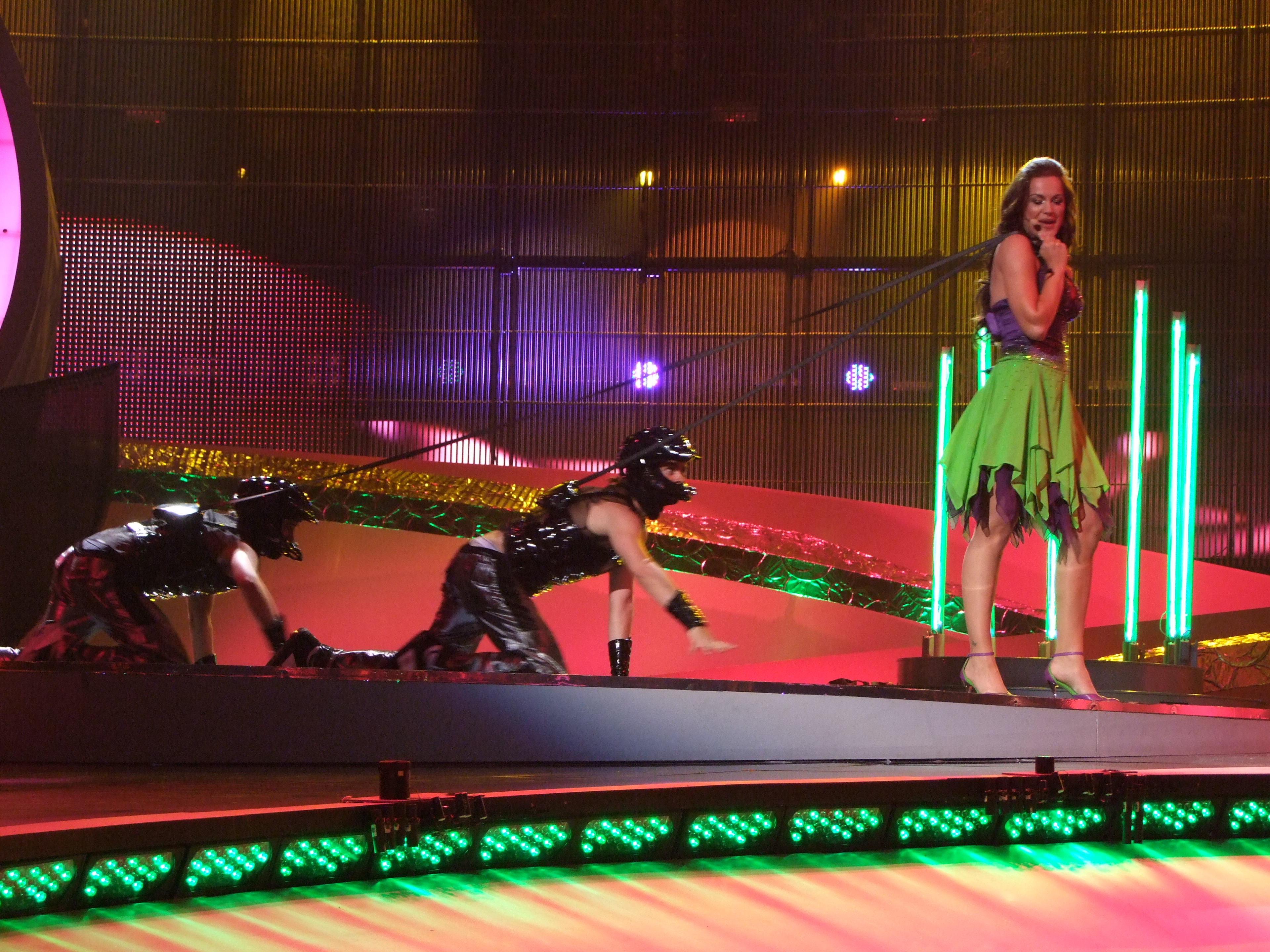
Rebeka Dremelj în Belgrad (2008)

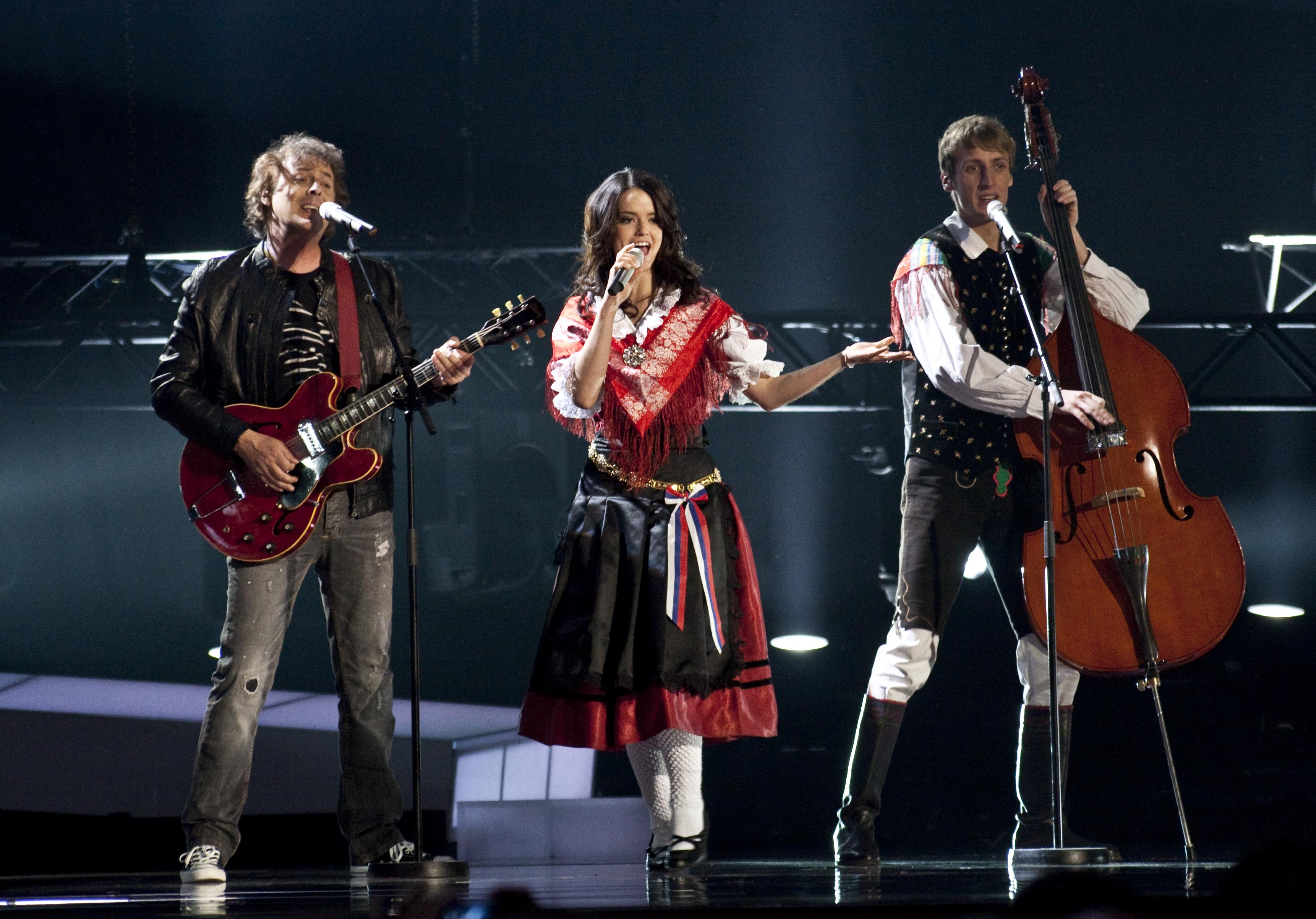
Ansambel Žlindra șoKalamari în Oslo (2010)

| An   | Gazda      | Artist                           | Titlu                            | Finală | Puncte | Semi   | Puncte |
| ---- | ---------- | -------------------------------- | -------------------------------- | ------ | ------ | ------ | ------ |
| 1993 | Millstreet | 1X Band                          | Tih deževen dan                  | 22     | 9      |        |        |
| 1995 | Dublin     | Darja Svajger                    | Prisluhni mi                     | 7      | 84     |        |        |
| 1996 | Oslo       | Regina                           | Dan najlepših sanj               | 21     | 19     |        |        |
| 1997 | Dublin     | Tanja Ribic                      | Zbudi se                         | 10     | 60     |        |        |
| 1998 | Birmingham | Vili Resnik                      | Naj bogovi slišijo               | 18     | 17     |        |        |
| 1999 | Ierusalim  | Darja Svajger                    | For A Thousand Years             | 11     | 50     |        |        |
| 2001 | Copenhaga  | Nusa Derenda                     | Energy                           | 7      | 70     |        |        |
| 2002 | Tallinn    | Sestre                           | Samo Ljubezen                    | 14     | 33     |        |        |
| 2003 | Riga       | Karmen Stavec                    | Nanana                           | 23     | 7      |        |        |
| 2004 | Istanbul   | Platin                           | Stay Forever                     | X      | X      | 21     | 5      |
| 2005 | Kiev       | Omar Naber                       | Stop                             | X      | X      | 12     | 69     |
| 2006 | Atena      | Anžej Dežan                      | Mr Nobody                        | X      | X      | 16     | 49     |
| 2007 | Helsinki   | Alenka Gotar                     | Cvet z juga                      | 15     | 66     | 7      | 140    |
| 2008 | Belgrad    | Rebeka Dremelj                   | Vrag naj vzame                   | X      | X      | 11     | 36     |
| 2009 | Moscova    | Quartissimo & Martina            | Love Symphony                    | X      | X      | 16     | 14     |
| 2010 | Oslo       | Ansambel Roka Žlindre & Kalamari | Narodnozabavni rock              | X      | X      | 16     | 6      |
| 2011 | Düsseldorf | Maja Keuc                        | No one                           | 13     | 96     | 3      | 112    |
| 2012 | Baku       | Eva Boto                         | "Verjamem"                       | X      | X      | 17     | 31     |
| 2013 | Malmö      | Hannah Mancini                   | "Straight into Love"             | X      | X      | 16     | 8      |
| 2014 | Copenhaga  | Tinkara Kovač                    | "Spet/Round and Round"           | 25     | 9      | 10     | 52     |
| 2015 | Viena      | Maraaya                          | "Here For You"                   | 14     | 39     | 5      | 92     |
| 2016 | Stockholm  | ManuElla                         | "Blue and Red"                   | X      | X      | 14     | 57     |
| 2017 | Kiev       | Omar Naber                       | "On My Way"                      | X      | X      | 17     | 36     |
| 2018 | Lisabona   | Lea Sirk                         | "Hvala, ne!"                     | 22     | 64     | 8      | 132    |
| 2019 | Tel Aviv   | zalagasper                       | "Sebi"                           | 15     | 105    | 6      | 167    |
| 2020 | Rotterdam  | Ana Soklič                       | "Voda"                           | Anulat | Anulat | Anulat | Anulat |
| 2021 | Rotterdam  | Ana Soklič                       | "Amen"                           | X      | X      | 13     | 44     |
| 2022 | Torino     | LPS                              | "Disko"                          | X      | X      | 17     | 15     |
| 2023 | Liverpool  | Joker Out                        | "Carpe Diem"                     | 21     | 78     | 5      | 103    |
| 2024 | Malmö      | Raiven                           | "Veronika"                       | 23     | 27     | 9      | 51     |
| 2025 | Basel      | Klemen                           | "How Much Time Do We Have Left?" | X      | X      | 13     | 23     |